# Carne di delfino

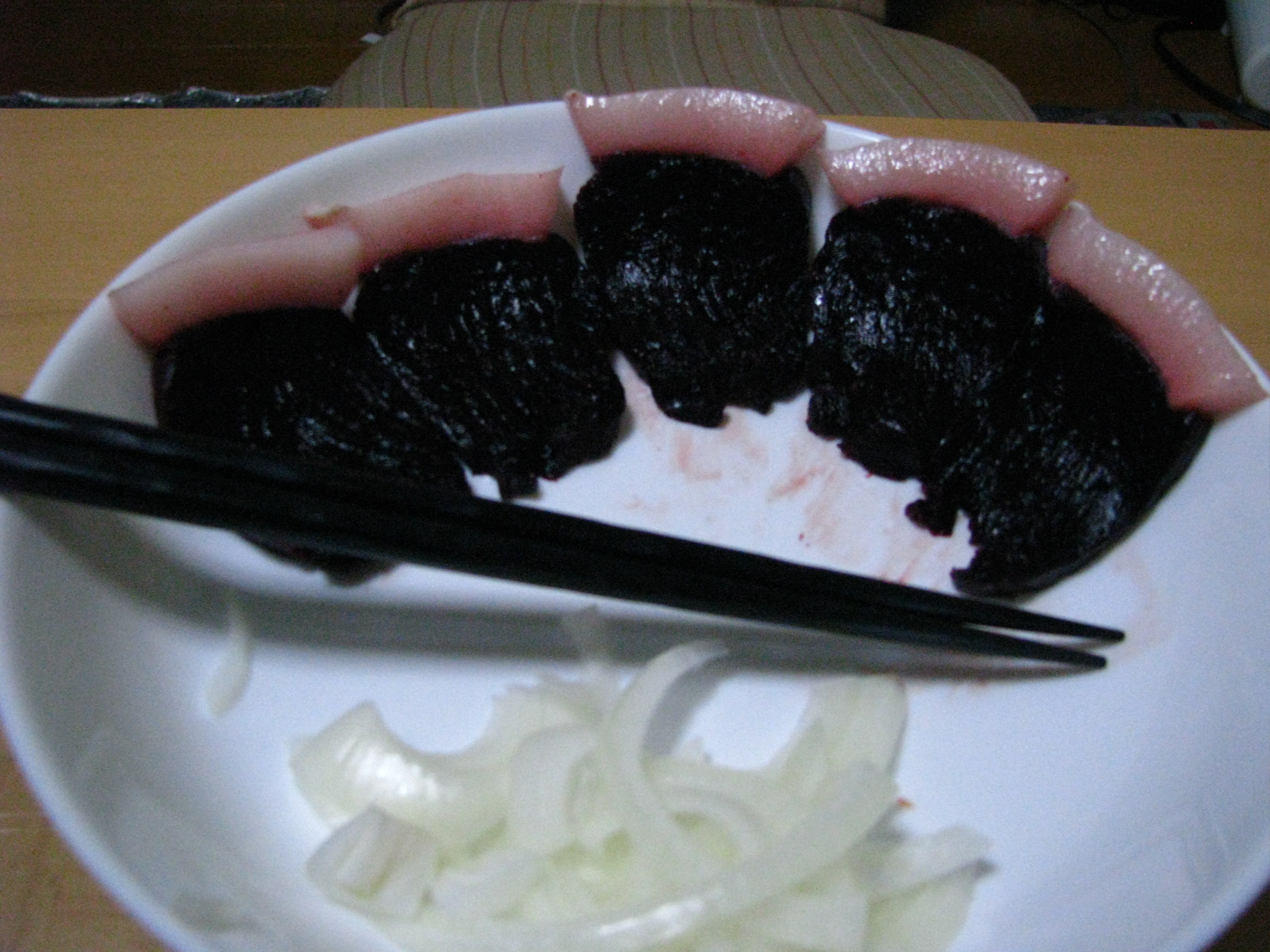
Sashimi di Delfino

La carne di delfino è una carne usata per il consumo umano in diversi paesi del mondo.

## Consumo nel mondo

### In Italia
In Italia è proibita la caccia del delfino ed il suo consumo. In passato veniva mangiato in Liguria, in Sardegna e in Toscana, in particolare a Viareggio (nel cui dialetto locale era chiamato pescio-porco o porco di mare), dove il piatto più preparato con questa carne era il mosciamme.

## Critiche al consumo
Nel 2007 dall'associazione ambientalista Greenpeace vengono messi in mostra davanti alla Porta di Brandeburgo a Berlino delfini e balene morte catturati nelle reti dei pescatori come protesta contro la caccia commerciale di queste due specie in pericolo e per far prendere provvedimenti ai governi che partecipano agli incontri dell'IWC, la commissione internazionale sulle balene.

## Tossicità
I delfini hanno nella loro carne un alto livello di mercurio a causa dell'inquinamento dei mari in cui viene pescato. Per questo ne andrebbe scoraggiato il consumo.
Dal 2002 al 2008, il ricercatore Tetsuya Endo, professore presso l'università di Hokkaido e il National Institute of Minamata Disease (NIMD), hanno misurato la quantità di metilmercurio presente nella carne di delfino, consumato nei villaggi costieri delle isole del Giappone del Sud, come Taiji, la vicina Nachikatsuura, Kozagawa, Katsuura e Okinawa. Le quantità rilevate di metilmercurio superano di una decina di volte i livelli considerati normali dall'Organizzazione Mondiale della Sanità e hanno portato alla sospensione del consumo di carne di delfino nelle mense scolastiche di quei paesi. Gli anziani che, invece, continuano a consumare la carne di delfino inquinata da metilmercurio, registrano un numero di morti doppio rispetto a quello dei villaggi dove non si consuma carne di delfino inquinata.